# 伊兹迈洛沃站 (莫斯科中央环线)
伊茲邁洛沃站（羅馬化：Izmaylovo）是莫斯科地鐵莫斯科中央環線的一個車站，2016年9月啟用。

## 名稱
站名來自所在地伊茲邁洛沃區。站名在路線通車前不久由伊茲邁洛沃公園改為現名。

## 轉乘
乘客可以進行免費出站轉乘前往阿爾巴特-波克羅夫卡線的游擊隊站。

## 圖片

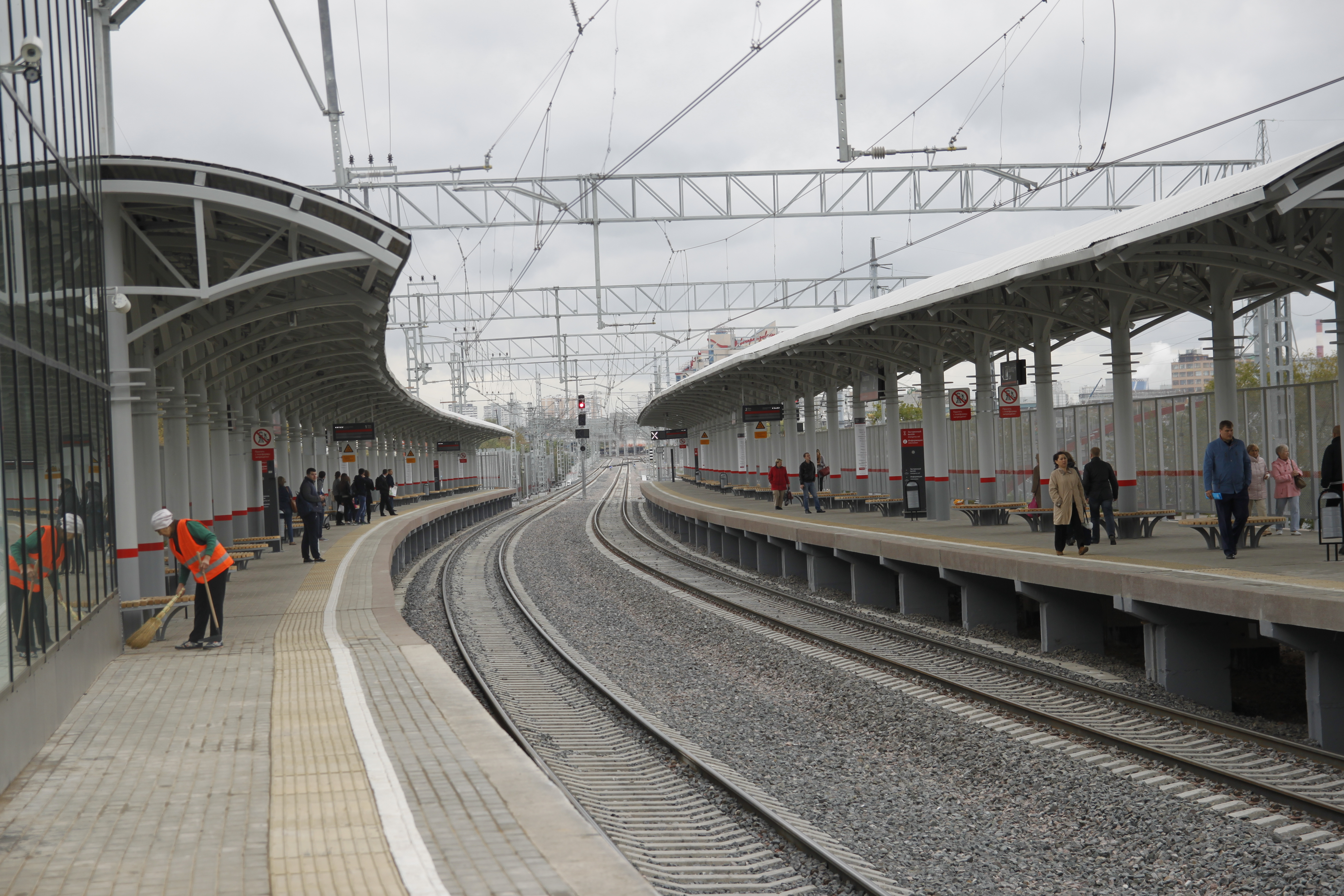
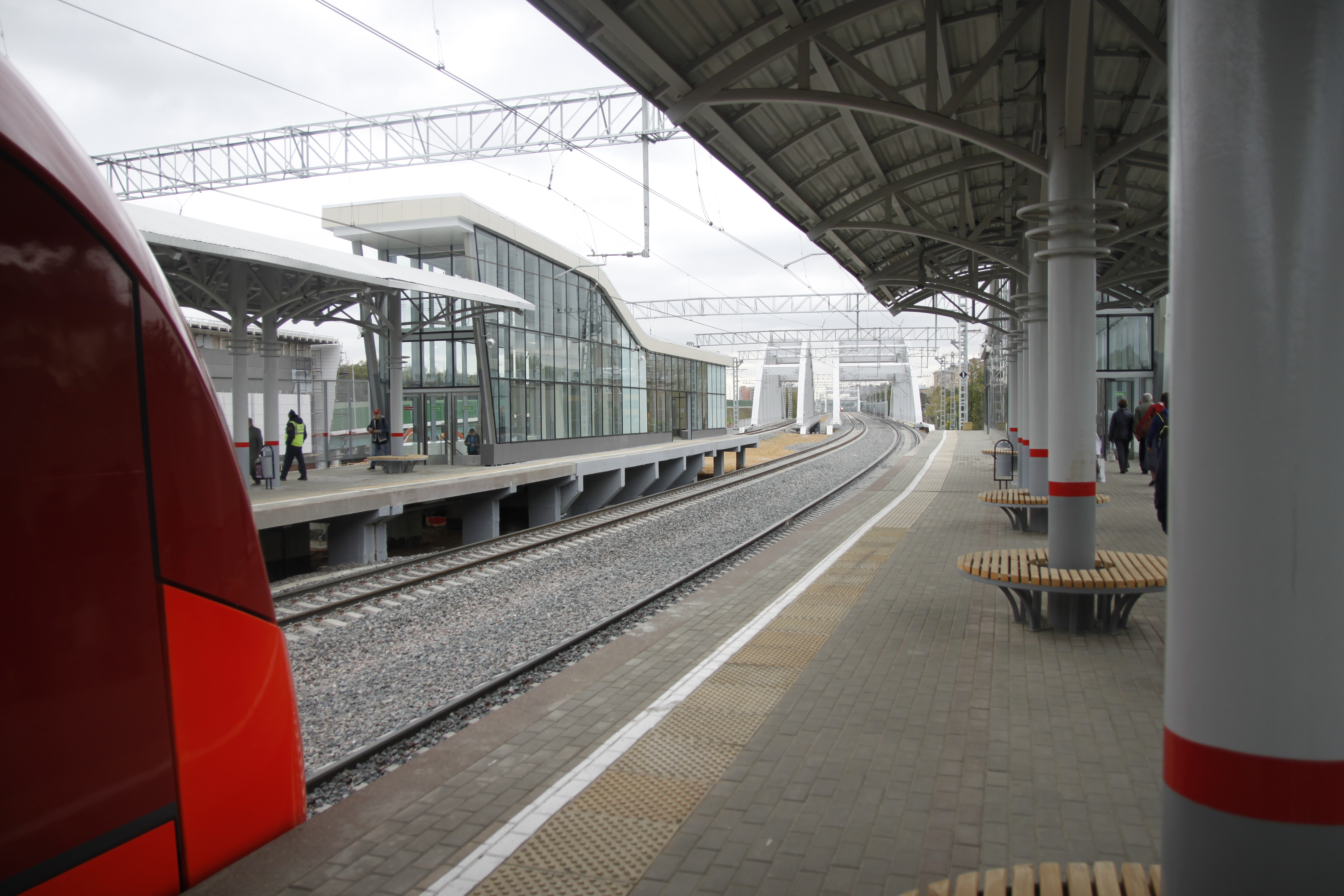
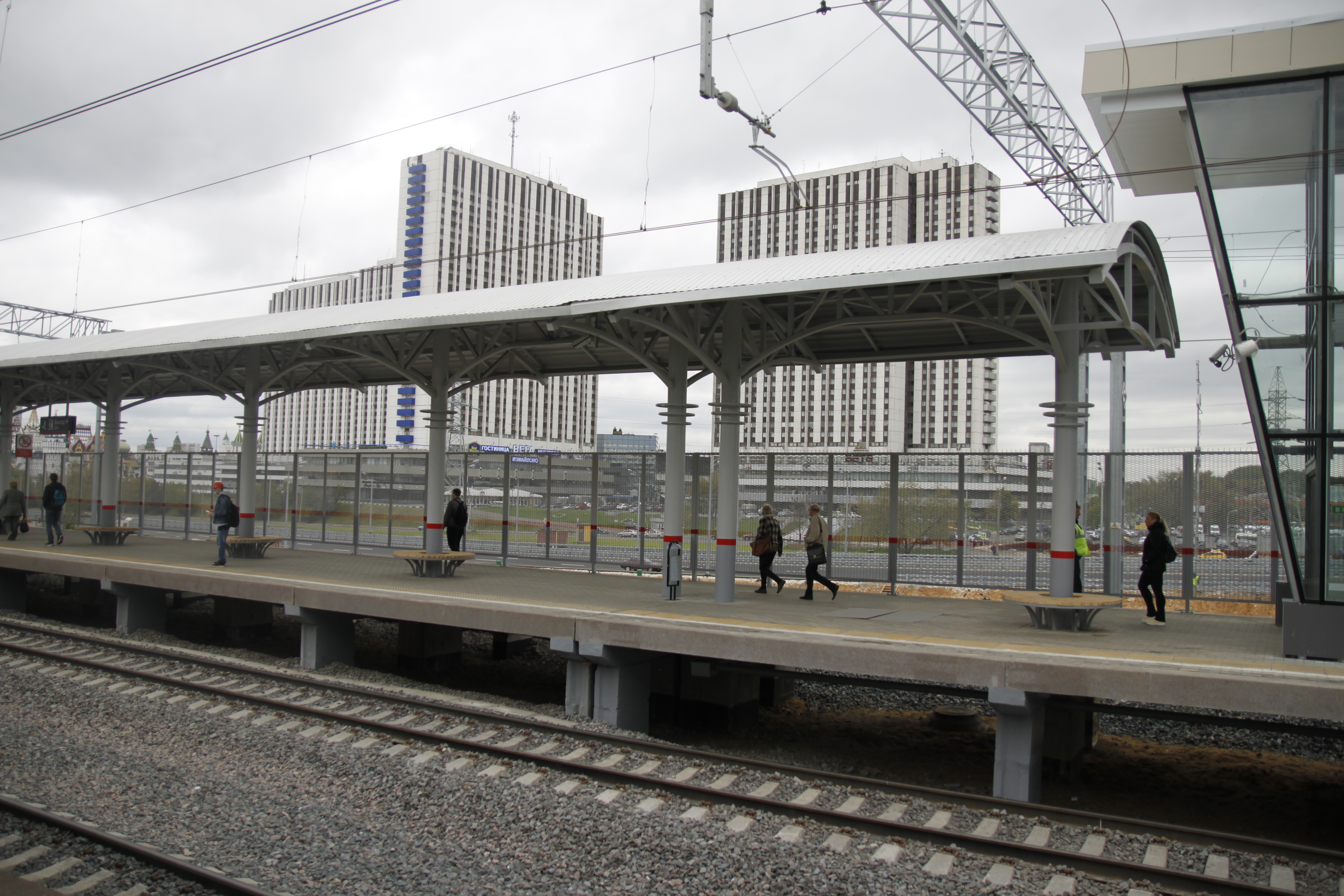

## 外部連結
- mkzd.ru